# Skunk Works

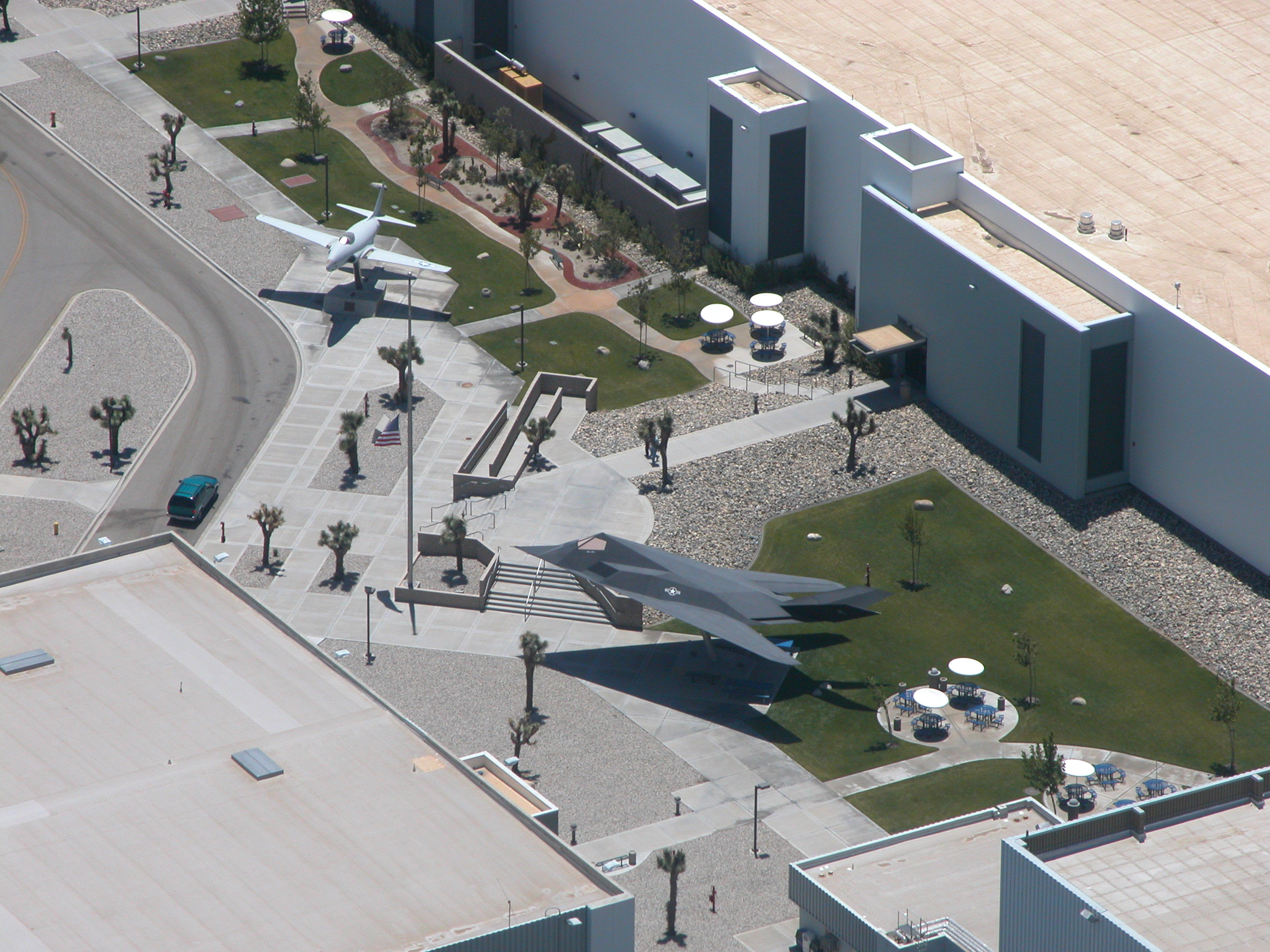
Intrarea la Skunk Works, în Palmdale, California

Skunk Works, denumită oficial Advanced Development Programs (ADP), în trecut Lockheed Advanced Development Programs, este un departament secret al firmei americane Lockheed Martin, care dezvoltă sisteme de armament și tehnologii exotice, în principal avioane de luptă și de încercare-experiment, care la momentul dat sunt foarte avansate. În mass-media aceste proiecte de dezvoltare sunt uzual denumite „Proiecte Negre” și lucrările sunt privite ca fiind o strânsă colaborare cu Forțele Aeriene ale Statelor Unite ale Americii. LADP are angajați aprox. 3600  de salariați, care sunt obligați la o înaltă discreție (tăcere). Departamentul a fost înființat în anul 1943, când a trebuit să producă, în mai puțin de 6 luni, un avion de vânătoare bazat pe un motor britanic.

## Proiecte

### Avioane

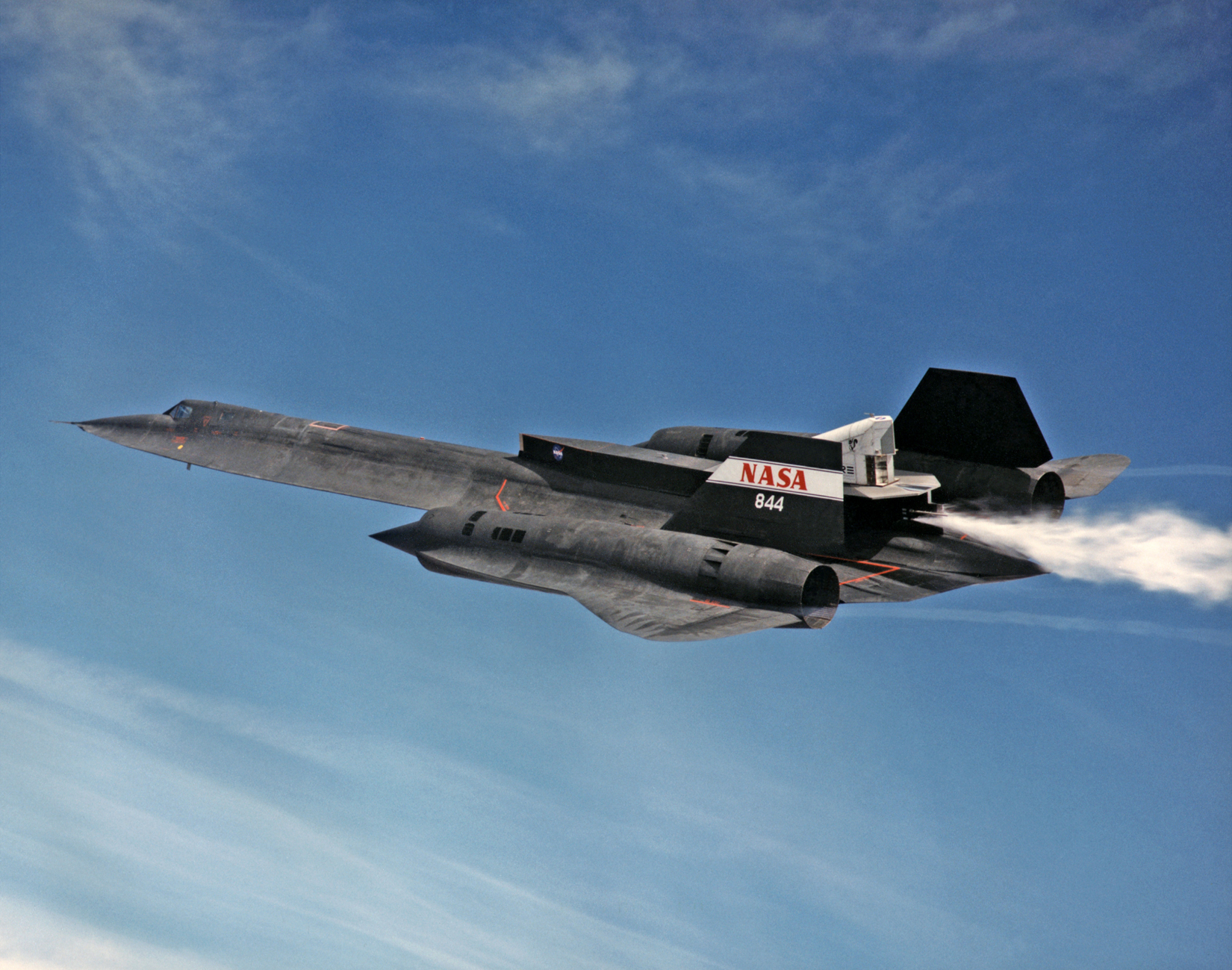

- Lockheed P-38 Lightning (neoficial)
- Lockheed P-80 Shooting Star
- Lockheed XF-90
- Lockheed F-104 Starfighter
- Lockheed U-2
- Lockheed X-26 Frigate
- Lockheed YO-3
- Lockheed A-12
- Lockheed SR-71 Blackbird
- Lockheed D-21
- Lockheed XST (Have Blue)
- Lockheed F-117 Nighthawk
- Lockheed Martin F-22 Raptor
- Lockheed Martin X-35 și Lockheed Martin F-35 Lightning II
- Lockheed X-27
- Lockheed Martin Polecat
- Quiet Supersonic Transport
- Lockheed Martin Cormorant
- Lockheed Martin Desert Hawk
- Lockheed Martin RQ-170 Sentinel
- Lockheed Martin X-55
- Lockheed Martin SR-72

### Nave
- Sea Shadow